# Біккулов Хурмат Талхич
Біккулов Хурмат Талхич (*22 березня 1927 — 4 серпня 1997, Уфа) — башкирський поет, перекладач.
Твори Тараса Шевченка почав перекладати у 1958. У 1961 в його перекладі вийшла збірка творів Тараса Шевченка «Вірші» (близько 30 творів).